# 温根別村
温根別村（おんねべつむら）は、かつて北海道上川郡に存在した村である。

## 沿革
- 1906年（明治39年）4月1日 - 北海道二級町村制施行により上川郡剣淵村が村制施行し、剣淵村が発足。
- 1927年（昭和2年）10月1日 - 剣淵村の一部が分離し温根別村（二級）が発足。
- 1954年（昭和29年）7月1日 - 上川郡士別町、上士別村、多寄村と合併し、市制施行して士別市が成立。